# Mark Lemon
Mark Lemon (Londres 30 de noviembre de 1809 - Crawley, 23 de mayo de 1870) fue un escritor, periodista y actor británico, y el primer editor del semanario humorístico Punch, que coeditó con uno de los fundadores, Henry Mayhew.
Tenía un talento natural para el periodismo y el escenario y, a los veinte y seis años, se retiró del mundo de los negocios para dedicarse a escribir obras de teatro. Más de sesenta de sus melodramas, operetas y comedias fueron producidas en Londres. Al mismo tiempo, contribuyó a una variedad de revistas y periódicos, y fundó y editó Punch y The Field . En 1841, Lemon y Henry Mayhew concibieron la idea de un semanario humorístico que se llamó Punch. El semanario fue durante algún tiempo un fracaso en lo comercial, por lo que Lemon debió subsistir con los ganancias de sus obras. Con el tiempo Lemon se convirtió en único propietario y editor de Punch, logrando gran popularidad e influencia. Lemon fue también un actor de gran capacidad y un imitador de éxito de los personajes de William Shakespeare. También escribió una serie de novelas cortas, más de un centenar de canciones y varios cuentos de Navidad.